# عيسى بولس
عيسى بولس ( العربية: عيسى بولس) هو عازف عود وملحن وباحث موسيقي فلسطيني أمريكي.

## السيرة
وُلِد بولس في القدس عام 1968. نشأ في عائلة موسيقية في رام الله ودرس الموسيقى عندما كان طفلاً بما في ذلك العود في معهد الفنون الجميلة. في بداية حياته المهنية قام بتأليف أكثر من 200 مقطوعة موسيقية وأدار العديد من المجموعات الموسيقية بما في ذلك فرقة رقص تسمى الفنون.
سافر بولس لأول مرة إلى الولايات المتحدة في عام 1986. بعد عدة زيارات إلى شيكاغو انتقل إلى هناك في التسعينيات ودرس التأليف الموسيقي أولاً في كلية كولومبيا بشيكاغو ثم في جامعة روزفلت. وكان من بين أساتذته في الأخير روبرت لومباردو. في عام 1995 أصبح مواطنًا أمريكيًا. ابتداءً من عام 1998 أدار فرقة موسيقى الشرق الأوسط في جامعة شيكاغو والتي قدمت الموسيقى العربية الكلاسيكية وتضمنت آلات مثل العود والبغلام والناي والقانونوالدربوكة. كما قام بالتدريس في الجامعة وأسس فرقة عيسى بولس الرباعية التي عزفت موسيقى الجاز العربية.
في سبتمبر 2006 ظهرت أوركسترا شيكاغو السيمفونية في مهرجان الموسيقى العالمية لأول مرة حيث قدمت مع فرقة راديو مقام بولس بعضًا من مؤلفات بولس. كما قدمت الأوركسترا أيضًا مقطوعات موسيقية من تأليف تان دون وتشن يي. في مقابلة أجريت معه لاحقًا في ذلك العام مع صحيفة شيكاغو تريبيون وصف بولس المقام بأنه "مجموعة من الألحان المنسجمة مع بعضها البعض. أشبه بعلاقة حب بين شخصين مرتبطين ببعضهما البعض وهناك قواعد معينة تحدد العلاقة وحركة الأصوات."
صدر ألبوم " ريف" في عام 2007 وشاركت فيه نيرمين كايجوسوز التي قدمت ألحان بولس للكمنس. كانت الموسيقى الآلية مستوحاة من عناصر البحر الأبيض المتوسط بما في ذلك أشجار التين والتربة والندى. إحدى الأغاني "رقصة الختيار " تتحدث عن رجل مسن يرقص في حفل زفاف بعد وفاة زوجته.
وفي العام التالي صدرت أغنية الحلاج التي ألفها بولس استنادًا إلى عمل الشاعر الصوفي الذي يحمل نفس الاسم. تم تسجيل الألبوم في رام الله مع عدد من الموسيقيين بما في ذلك اثنان من طلابه السابقين. ساهم بولس بالعزف على العود والغناء. أطلق عليه أحد النقاد لقب "قوة فكرية عربية أمريكية ويعتبر عمله مهمًا للغاية في الحفاظ على الفن الموسيقي الذي لا يحظى بالتقدير الكافي من المجتمعات العربية".
في العقد الثاني من القرن الحادي والعشرين ترأس بولس قسم الموسيقى العربية في أكاديمية قطر للموسيقى. قام لاحقًا بتحرير مختارات حول الموسيقى والثقافة في الخليج الفارسي وشبه الجزيرة العربية بعنوان الموسيقى في شبه الجزيرة العربية : وجهات نظر حول التراث والتنقل والأمة (2021).
قام بولس بالبحث في الموسيقى الفلسطينية في القرن العشرين. حصل على درجة الدكتوراه في علم الموسيقى العرقية من جامعة لايدن عام 2020 بأطروحة بعنوان "تجربة صناعة الموسيقى الفلسطينية في الضفة الغربية من عشرينيات القرن العشرين إلى عام 1959 : القومية والاستعمار والهوية". في مقالته التي نُشرت عام 2013 بعنوان "التفاوض على العناصر : أغاني الحرية الفلسطينية من عام 1967 إلى عام 1987" كتب بولس عن الموسيقيين الفلسطينيين المؤثرين بما في ذلك مصطفى الكرد ومجموعة البراعم.
اعتبارًا من عام 2025 أصبح بولوس منسق مركز الموسيقى المجتمعي في كلية هاربر في بالاتين إلينوي.

## الأعمال مختارة

### المنحة دراسية
بولس، عيسى. "التفاوض على العناصر : أغاني الحرية الفلسطينية من عام 1967 إلى عام 1987". الموسيقى والأغنية الفلسطينية : التعبير والمقاومة منذ عام 1900. بلومنجتون : مطبعة جامعة إنديانا 2013. ص 53-68.
حسن، شهرزاد وآخرون. الموسيقى في الجزيرة العربية :وجهات نظر حول التراث والتنقل والأمة. حرره عيسى بولس وآخرون بلومنجتون : مطبعة جامعة إنديانا 2021.(ردمك 9780253057525)رقم ISBN 9780253057525 .
بولس، عيسى. "الدبلوماسية الموسيقية في فلسطين الانتدابية من عام 1936 إلى عام 1948". الموسيقى والدبلوماسية الثقافية في الشرق الأوسط حرره ماريا م. ريجو لوبيز دا كونها وآخرون. شام سويسرا : سبرينغر 2024. ص 179-218.(ردمك 9783031362781)رقم ISBN 9783031362781 .
ماكدونالد ديفيد أ. بولس، عيسى. "الموسيقى الفلسطينية". دليل روتليدج عن فلسطين. لندن: روتليدج 2024.(ردمك 9781003031994)رقم ISBN 9781003031994 .

### الموسيقى
- 2019: نار أعمال موسيقية وصوتية أصلية لأوركسترا الغرفة المختلطة شيكاغو.
- 2011: الملحنون الصغار أغاني الأطفال المرتبة. تسجيلات نوى القدس.
- 2010: مشمس وعاصف أعمال موسيقية أصلية. تسجيلات نوى القدس.
- 2009: كونه السلام أغاني أصلية. نوى ريكوردز شيكاغو.
- 2008: الحلاج ثماني أغاني أصلية لفرقة مختلطة. تسجيلات نوى شيكاغو.[15][29]
- 2007: موسيقى الفيلم الوثائقيقنابل لطيفة[30][14]
- 2007: ريف مؤلفات أصلية للكمنجة التركية. تسجيلات نوى شيكاغو.[14][31]
- 2003: عالم واحد لغة واحدة تأليف أصلي لشركة لغة الموسيقى شيكاغو.
- 1989: شارع جانبي أغاني أصلية القدس.
- 1986: العاشق شعبي فلسطيني.

## روابط خارجية
- عيسى بولس